# S.C.A.T.: Special Cybernetic Attack Team
S.C.A.T.: Special Cybernetic Attack Team (также известна как Action in New York в Европе и Final Mission в Японии) — видеоигра в жанре shoot 'em up, разработанная компанией Natsume эксклюзивно для игровой консоли Famicom (Nintendo Entertainment System). Была выпущена в Японии 22 июня 1990 года, в 1991 году в США, и в 1992 году в Европе. Игра имеет режимы для одного и двух игроков одновременно.

## Игровой процесс
Согласно сюжету в европейской и американской версиях игры, действие происходит в Нью-Йорке. В 2029 году похожие на рыб космические пришельцы вторглись на Землю. Игрок исполняет роль солдата будущего, противостоящего силам пришельцев. Солдат использует устройство, позволяющее ему летать (действие игры всегда происходит в полёте). Перемещение по уровню происходит автоматически. Герой может перемещаться в пределах экрана и стрелять влево или вправо, улучшать своё вооружение, собирая призы (лазер, бомбы, импульсы, улучшения оружия), и имеет два следующих за ним спутника-орба, которые могут стрелять в разных направлениях. За каждые 10000 очков даётся запасная жизнь. В игре 5 уровней. В целом игра напоминает игру Forgotten Worlds компании Capcom, где герой также летал по уровням, но мог стрелять в разные стороны и не имел спутников.

## Различия между версиями
Японская версия игры имеет ряд заметных отличий в оформлении от более поздних европейской и американской, между собой отличающихся только титульным экраном. В японской версии полностью другая начальная заставка, нет выбора героя в начале игры, герои не имеют биографии, игра имеет высокую сложность, пули спутников маленькие и плохо заметны.
В европейской и американской версиях в игре появилась карта, отображаемая между уровнями, два уровня переставлены местами. Изменился внешний вид героев, они сделаны разного пола и добавлен выбор между ними. Уменьшена сложность игры — количество жизней увеличено вдвое, оружие не теряется при попаданиях в героя, пули спутников сделаны более заметными, также изменено поведение самих спутников. Также незначительно изменена музыка - ударные DPCM канала полностью заменены на более отчётливые и нетипичные, в некоторых местах напоминающие семплы из музыки nes-игр от компании Konami. Тональность мелодий в данных версиях незначительно выше оригинальной версии.